# Pogonopus exsertus
Pogonopus exsertus är en måreväxtart som först beskrevs av Oerst., och fick sitt nu gällande namn av Oerst.. Pogonopus exsertus ingår i släktet Pogonopus och familjen måreväxter. Inga underarter finns listade i Catalogue of Life.